# 大和書房
大和書房（だいわしょぼう）は、日本の出版社。主に自己啓発書・女性書・生活実用書・歴史書などを刊行している。

## 概要

### 所在地
- 本社 〒112-0014 東京都文京区関口1-33-4

### 代表者
- 大和　哲（代表取締役社長）

## 沿革
- 1961年 - 7月、大和岩雄（おおわ いわお）が青春出版社より独立し『青春の手帖社』を創業。『青春の手帖』発行から社業を開始。
- 1963年 - 4月、社名を現在名に改称。『愛と死をみつめて』を刊行、140万部の大ベストセラーになる。
- 1974年 - 季刊「東アジアの古代文化」を創刊。1987年に創刊50号達成。1999年8月に通刊100号を発行。いずれの号も記念特大号を企画。2009年1月刊行の137号をもって終刊。
- 1977年 - 村上信彦『高群逸枝と柳田国男』で第31回毎日出版文化賞受賞。
- 1978年
  - 唐十郎『海星・河童』第6回泉鏡花文学賞受賞。
  - 新川明『新南島風土記』第32回毎日出版文化賞受賞。
- 1983年 - 山田太一『ふぞろいの林檎たち』がベストセラーになる。
- 1985年 - 土屋博映『土屋の古文 ナンセンス編』などの面白学習参考書シリーズを刊行開始。
- 1989年 - 小林カツ代『アッという間のおかず』がベストセラーになる。
- 1995年
  - 小此木啓吾『あなたの身近な「困った人たち」の精神分析』がベストセラーになる。
  - 高島俊男『本が好き､悪口言うのはもっと好き』第11回講談社エッセイ賞受賞。
- 1996年 - 廣瀬裕子『こころに水をやり育てるための50のレッスン』を刊行、ロングセラーになる。
- 1999年 - 大原照子『少ないモノでゆたかに暮らす』が35万部を突破。
- 2001年 - 井形慶子『お金とモノから解放されるイギリスの知恵』がベストセラーになる。
- 2002年
  - 第126回直木賞を受賞した唯川恵の受賞後はじめての本『愛がなくてははじまらない』を刊行。
  - 斎藤茂太『グズをなおせば人生はうまくいく』15万部を越すロングセラーになる。
- 2006年 - だいわ文庫を創刊する[1]。
- 2015年 - ジェニファー・L・スコット『フランス人は10着しか服を持たない』が61万部を突破。
- 2022年 - momo『～お金も知識も運もない大学生ふたりの～ヨーロッパサバイバル旅行記』発刊。

## 主な発行物
- 『愛と死をみつめて』
- 『若きいのちの日記』
- 『孫子の兵法』
- 『俺には俺の生き方がある』（加藤諦三著）
- 『新しい女性の創造』（ベティ・フリーダン著）
- 『しあわせづくり』（桃井かおり著）
- 『阿修羅のごとく』（向田邦子著）
- 『シングル・ブルー』（唯川恵著）
- 『いつもひとりで』（阿川佐和子著）
- 『天才の読み方』（齋藤孝著）
- 『ひとりが、いちばん！』（橋田壽賀子著）
- 『体脂肪計タニタの社員食堂』（タニタ著）
- 『スタンフォードの自分を変える教室』（ケリー・マクゴニカル著）

### 大和書房の全集
- 『西郷隆盛全集』
- 『吉田松陰全集』
- 『吉本隆明全集撰』（全7巻　別巻1。このうち第2巻　文学、別巻　川上春雄責任編集　は未刊行）

### 大和書房の事典
- 『日本古代史事典』
- 『日本神話事典』
- 『朝鮮人物事典』
- 『万葉ことば事典』
- 『源氏物語事典』
- 都道府県別百科事典
  - 『神奈川県百科事典』（全2巻）
  - 『滋賀県百科事典』
  - 『山口県百科事典』 - 発行は山口県教育会。

### 文庫
- だいわ文庫 - 講談社+α文庫を創刊した古屋信吾が講談社より移籍して創刊[2]。そのため、両文庫の装丁・扱う内容が似ている。

## 関連会社
- 大和出版 - 一時期『愛と死をみつめて』の発行元がこちらに移っていた。現在も共同で物流センターを所有するなどの関係がある。